# Vicki Cardwell
Vicki Cardwell, BEM (* 21. April 1955 in Adelaide als Vicki Hoffmann) ist eine ehemalige australische Squashspielerin.

## Karriere
Vicki Cardwell begann ihre Karriere im Jahr 1979. Im Jahr 1983 wurde die Linkshänderin Weltmeister, als sie Rhonda Thorne mit 9:1, 9:3 und 9:4 in Australien besiegte. Noch zwei Jahre zuvor, 1981, hatte sie gegen Thorne im Weltmeisterschaftsfinale das Nachsehen. In Kanada musste sie sich ihrer Landsfrau mit 10:8, 4:9, 5:9, 9:7 und 7:9 knapp geschlagen geben. In der im April 1983 eingeführten Weltrangliste stand sie direkt an der Spitze, wo sie sich für insgesamt zwölf Monate auch hielt. Mit der australischen Nationalmannschaft nahm sie 1981, 1987 und 1989 an Weltmeisterschaften teil. 1981 gewann die Mannschaft den Titel gegen England, während man sich 1987 und 1989 im Finale den Engländern geschlagen geben musste.
Bei den British Open erreichte sie fünfmal das Finale. Bei ihrer ersten Endspielteilnahme 1978 unterlag sie ohne eigenen Satzgewinn ihrer Landsfrau Sue Newman. Von 1980 bis 1983 stand sie dann erneut durchgängig im Finale und gewann sämtliche Partien. 1980 bezwang sie Sue Cogswell und 1981 Margaret Zachariah jeweils in drei Sätzen. In den Jahren 1982 und 1983 besiegte sie Lisa Opie jeweils in vier Sätzen.
1997 beendete sie ihre Karriere. Sie wurde bereits 1981 mit der British-Empire-Medaille ausgezeichnet, es folgten zu späterer Zeit Aufnahmen in die Sport Australia Hall of Fame und die Squash Australia Hall of Fame. 2013 wurde sie als Director in den Vorstand des australischen Squashverbands Squash Australia gewählt.
Vicki Cardwell ist verheiratet und hat zwei Kinder. Sohn Josh ist ebenfalls ehemaliger Squashprofi, Tochter Sarah Cardwell ist noch als Profi aktiv.

## Erfolge
- Weltmeister: 1983
- Weltmeister mit der Mannschaft: 1981
- 12 Monate Weltranglistenerste